# Melanthera triternata
Melanthera triternata là một loài thực vật có hoa trong họ Cúc. Loài này được (Klatt) Wild mô tả khoa học đầu tiên năm 1965.